# Sexti Níger
Sexti Níger (llatí: Sextius Niger) va ser un metge i escriptor romà que va viure probablement al començament del segle i. Hom l'ha volgut identificar amb el fill del filòsof Quint Sexti.
Va gaudir de bona reputació com a escriptor i és esmentat per Epifani i per Galè, qui en diu que era un eminent farmacòleg. Celi Aurelià diu que era amic de Juli Bas. Galè també diu que va ser seguidor d'Asclepíades. Hi ha autors que l'han confós amb el metge Petroni sota el nom de Petroni Níger, però sens dubte es tracta de dos personatges diferents.